# Estação Lo Vial
A Estação Lo Vial é uma das estações do Metrô de Santiago, situada em Santiago, entre a Estação San Miguel e a Estação Departamental. Faz parte da Linha 2.
Foi inaugurada em 21 de dezembro de 1978. Localiza-se no cruzamento da Gran Avenida com a Avenida Blanco. Atende a comuna de San Miguel.